# Salvatore Fratellini
Salvatore Sigismondo Nicola Fratellini (Spoleto, 13 agosto 1854 – Spoleto, 1º maggio 1929) è stato un avvocato e politico italiano.

## Biografia
Salvatore Fratellini era nato nel 1854 da una famiglia patrizia spoletina; il padre commendatore Giuseppe era ufficiale superiore alla difesa di Roma, magistrato e deputato al Parlamento.
Laureato in giurisprudenza all'Università di Roma nel 1875, è stato consigliere comunale, assessore e sindaco di Spoleto nel 1890 e nel 1912, consigliere, vice-presidente e presidente della provincia di Perugia dal 1910 al 1920, in seguito membro della deputazione provinciale. È inoltre stato presidente del Consiglio dell'Ordine degli avvocati di Spoleto, presidente onorario della società operaia di mutuo soccorso "Luigi Pianciani", vicepresidente della giunta di vigilanza dell'Istituto tecnico di Spoleto e membro del consiglio scolastico provinciale di Perugia. Nominato senatore a vita nel 1919.
Nel 1910 pubblica un volume storico-politico col titolo Spoleto nel risorgimento dove racconta i fatti più salienti della città dal 1831 alla redenzione di Roma; scrive inoltre moltissime conferenze patriottiche a beneficio della Croce Rossa che gli riconosce la medaglia d'argento di benemerenza. Sostiene con convinzione il movimento fascista e manifesta apertamente la sua adesione al regime.
Muore a 75 anni per problemi cardiaci. Era sposato con Adele Bernardi che gli aveva dato una figlia, la marchesa Maria, andata in moglie al marchese Mariano Cittadini.